# 皇居外苑
皇居外苑（日语：／ Kōkyo-gaien */?）是東京都千代田區的国民公園與同名町名。郵遞區號100-0002。地方人口0人。

## 概要
皇居外苑指1969年（昭和44年）開園的北之丸地區（北之丸公園）與皇居前廣場的皇居外苑地區，以及皇居周邊的皇居外周地區、通常指皇居前廣場為中心的地區。以都市計畫法第11條（都市設施）為基礎，本地與北之丸公園、日比谷公園合稱「東京都市計畫公園第5、8、23號中央公園」。除了廣闊的廣場，櫻田門與二重橋等日本代表性歴史建築也在此地。
入園免費。沒有開園關園的時間。

## 歷史
最初為皇室苑地，戰後閣議決議開放為國民公園，1949年（昭和24年）開園。以廣闊的草地與松木林為中心的皇居前廣場，加上和田倉噴水公園等設施，是都心為數不多的廣闊空間。1971年（昭和46年），厚生省將此地交由環境廳（現環境省）管轄。作為東京都内觀光旅行的重要景點，吸引許多海外觀光客前往。
由於靠近皇居，歷史上曾發生多次重大事件。
- 1945年（昭和20年）8月：皇居前集體自殺－第二次世界大戰戰敗，明朗會（日语：明朗会）12人等在內的民眾在皇居前廣場集體自殺。
- 1946年（昭和21年）：朝鮮人生活權擁護全國大會－示威隊伍從皇居向首相官邸前進，爆發首相官邸示威事件（日语：首相官邸デモ事件）。
- 1949年（昭和24年）：全日本童子軍大會（之後的日本大露營（日语：日本ジャンボリー））於皇居前廣場舉行。
- 1950年（昭和25年）：人民廣場事件（日语：人民広場事件）－示威隊伍與占領軍在皇居前廣場爆發衝突。赤色整肅開始。
- 1952年（昭和27年）：血之勞動節事件（日语：血のメーデー事件）－示威隊伍與警察在皇居前廣場爆發衝突。兩人死亡。
- 1954年（昭和29年）：二重橋事件（日语：二重橋事件）－民眾參賀時所發生的群眾踐踏推擠事故，造成16人死亡，65人受傷。

## 地域
稱為公園但園內沒有遊具，是以廣場漫步與接觸江戶城歷史為主的休閒場所。由於與皇居相連，由皇宮警察與警視廳監管。
- 皇居前廣場－皇居外苑具代表性的廣場。非常廣大的廣場，在都心難以想像的開放場所。廣場種滿草地與松樹。可遠望周邊的丸之内與日比谷的辦公大樓。内堀通穿過廣場。戰後因左翼勢力抬頭，也被稱為「人民廣場」。關東大地震時，這裡作為災民的臨時帳篷村。
- 二重橋－皇居具代表性的橋。過去橋為二段構造因而得名。一般不開放。
- 櫻田門－皇居具代表性的門，被指定為重要文化財。現在開放給一般民眾參觀。
- 坂下門－現在是宮内廳使用的出入口。幕府老中安藤信正遭襲撃的坂下門外之變就發生於此。

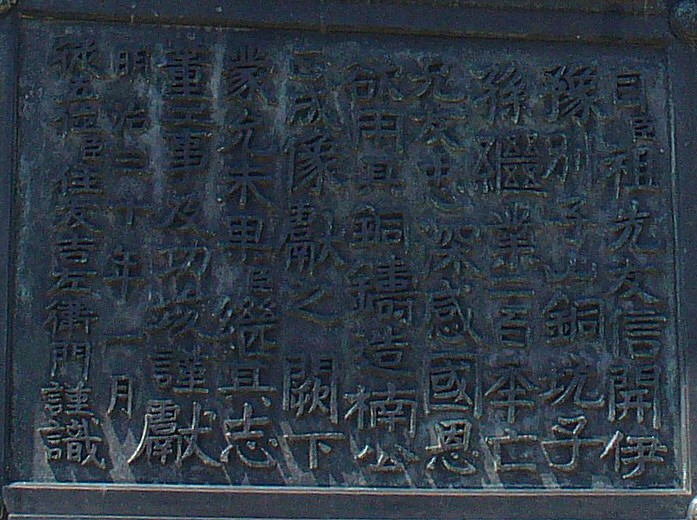
楠木正成銅像背面「別子銅山」記

- 楠木正成像－住友家為別子銅山開山200年紀念所造，獻納給宮内廳。1904年（明治37年）完成，為東京都内的代表銅像。正成像的製作者為高村光雲，馬的製作者為後藤貞行（日语：後藤貞行）。
- 和田倉噴水公園－和田倉地區的噴水公園。1961年（昭和36年）紀念上皇成婚而開園。之後為了今上天皇成婚紀念而重新整修，1995年（平成7年）重新開放。中央水柱最高可達8.5公尺，旁有彩色小噴泉圍繞。夜晚點燈後的噴泉十分美麗。夏天吸引了許多想消暑的民眾。
- 楠公休息所－楠木正成像旁的餐廳、休息處。

此外，旁為皇居東御苑，可看見江戶城的遺跡。

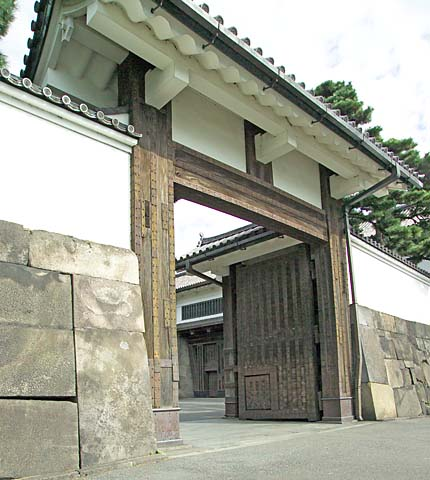
櫻田門（2004年11月）
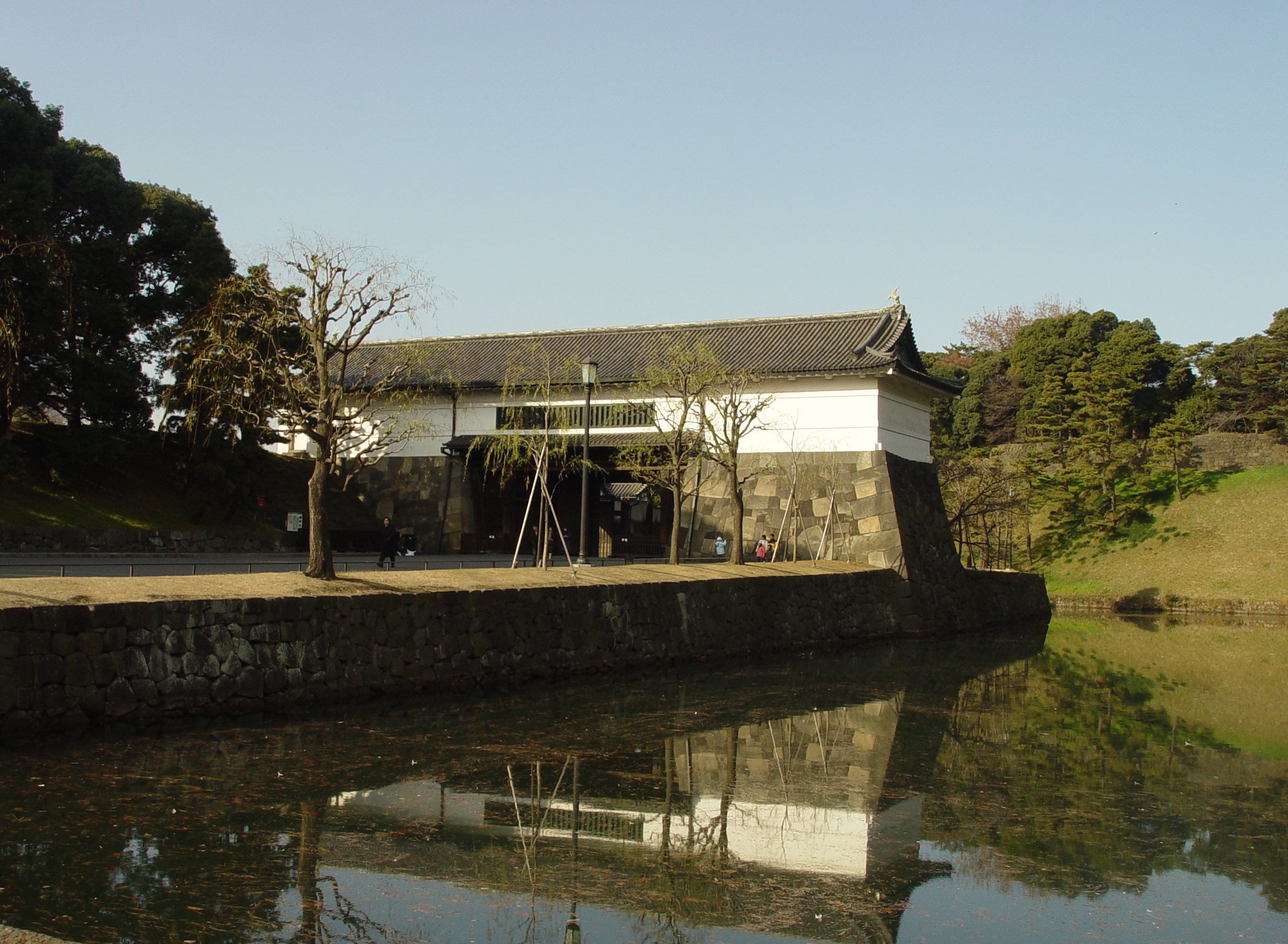
櫻田門
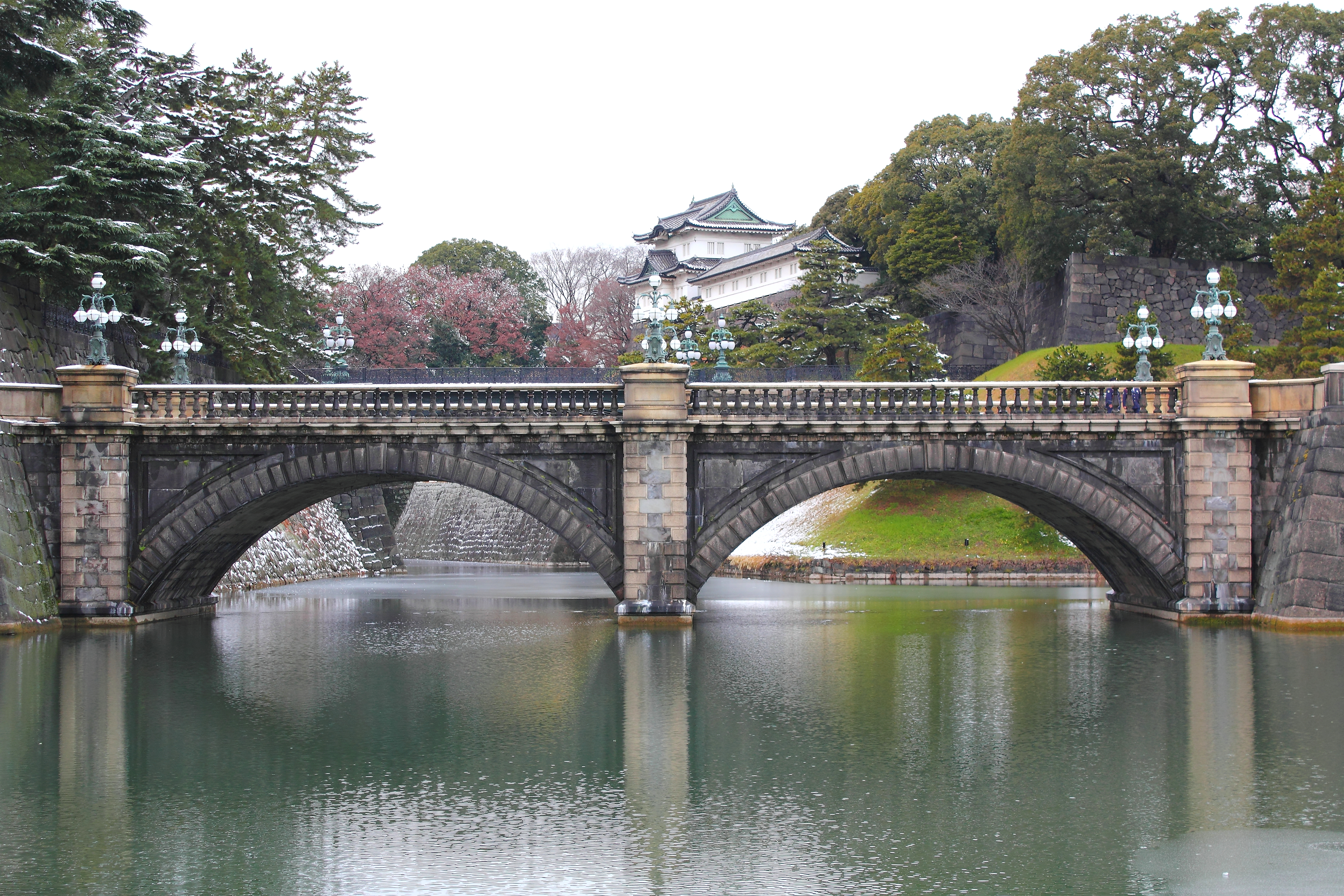
正門石橋（後為二重橋）
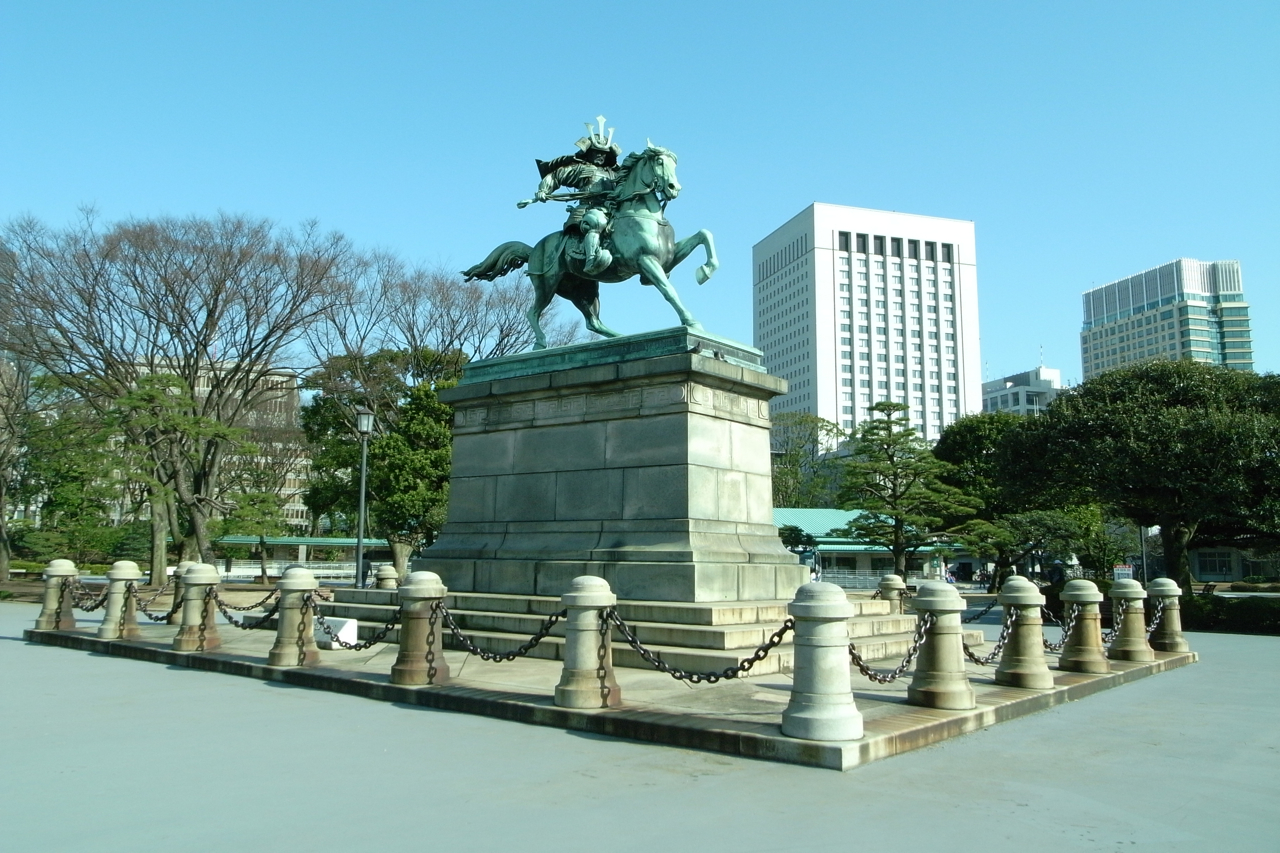
楠木正成像
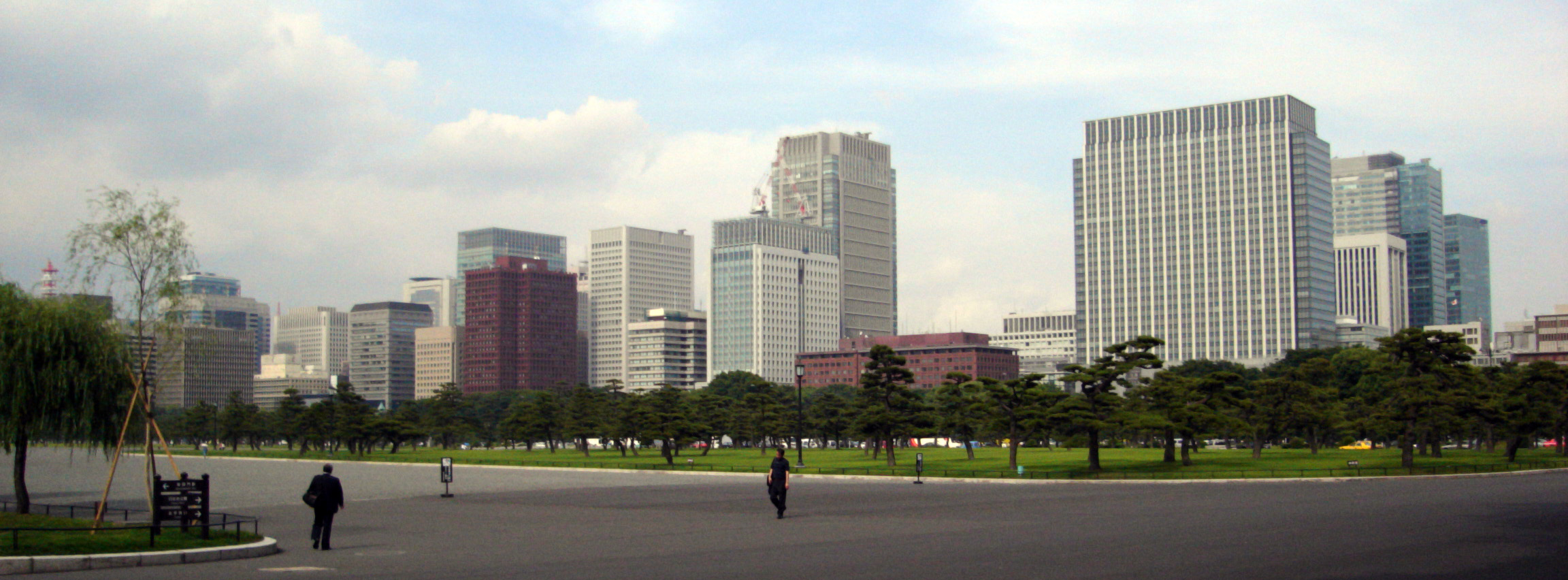
皇居前廣場所見的丸之内辦公大樓

## 作為地名的皇居外苑
本地在1967年（昭和42年）實施住居表示，「千代田區皇居外苑」成為正式町名。町區包含國民公園「皇居外苑」和北之丸公園、皇居周濠。
街區分為1番至3番，楠公休息所周邊為1番街區，和田倉噴水公園所在地為3番街區，中間為2番街區。住居表示實施以前，1番街區的舊町名是祝田町，2番街區的舊町名是寶田町，3番街區的舊町名是元千代田町。本地沒有住宅，人口數為0。

### 地名由來
來自於此地的「皇居外苑」。

### 沿革
- 1967年（昭和42年）4月1日－實施住居表示，設立皇居外苑[3]。

### 町名變遷
| 實施後   | 實施年月日   | 實施前（各町名全區）       |
| -------- | ------------ | -------------------------- |
| 皇居外苑 | 1967年4月1日 | 祝田町、寶田町、元千代田町 |

## 交通

### 鐵路
- 東京地下鐵千代田線 ○二重橋前站 - 設有出入口。（所在地：丸之内）

### 道路
- 東京都道301號白山祝田田町線（内堀通）
- 東京都道404號皇居前東京停車場線

## 備註
1. ↑  2010年（平成22年）3月1日現在、住民基本台帳による。千代田区調べ
2. ↑  .   [2015-02-22]. （原始内容存档于2015-02-22）.
3. ↑  同年4月11日、自治省告示第81號

## 外部連結
- 國民公園 – 環境省皇居外苑管理事務所 （页面存档备份，存于）
  - 皇居外苑 （页面存档备份，存于）
- 國民公園協會
  - 皇居外苑
- 皇居情報入口網 – 千代田區觀光協會 （页面存档备份，存于）
  - 皇居外苑 （页面存档备份，存于）
- 千代田區役所 （页面存档备份，存于）
  - 皇居與周邊地區之方針、基準 (美觀地區指南計畫)[永久]
  - 大手町、丸之内、有樂町、永田町地域 (城市規劃)
- 東京的觀光 – 東京都
  - 皇居外苑